# Scaphella macginnorum
Scaphella macginnorum là một loài ốc biển, là động vật thân mềm chân bụng sống ở biển trong họ Volutidae, họ ốc dừa.